# 兴仁中国溪蟹
兴仁中国溪蟹（学名：Chinapotamon xingrenense）为溪蟹科中国溪蟹属的动物。在中国大陆，分布于贵州等地，常栖息于海拔1200米处山区溪流石块下。其种加词“xingrenense”意为“贵州兴仁市的”。